# فريدريك (كولورادو)
فريدريك (بالإنجليزية: Frederick, Colorado)‏ هي بلدة تقع بولاية كولورادو في الولايات المتحدة. تبلغ مساحتها (كم²)، وترتفع عن سطح البحر 1519 م، بلغ عدد سكانها 8679 نسمة في عام 2010 حسب إحصاء مكتب تعداد الولايات المتحدة .

## أعلام
- دانتي ديباولو

## وصلات خارجية
- Town of Frederick
- The US50 - Cities and Towns in Colorado State
- Colorado Cities and Towns, Facts, Map, Flag, Colleges, Government, and More